# Muschampia
Genre
Le genre Muschampia regroupe des lépidoptères (papillons) de la famille des Hesperiidae et de la sous-famille des Pyrginae qui résident en Asie, en Afrique du Nord et dans le sud de l'Europe.

## Dénomination
Ils ont été nommés Muschampia par James William Tutt en 1906 alors que précédemment Jean-Baptiste Alphonse Dechauffour de Boisduval les avait nommés Syrichtus en 1834 mais ce nom est maintenant incorrect.

## Liste des espèces
- Muschampia antonia (Speyer, 1879).
- Muschampia cribrellum (Eversmann, 1841) — Hespérie pannonienne.
- Muschampia gigas (Bremer, 1864).
- Muschampia kuenlunus (Grum-Grshimailo, 1893).
- Muschampia leuzeae (Oberthür, 1881) — Hespérie mauresque.
- Muschampia lutulenta (Grum-Grshimailo, 1887).
- Muschampia mohammed (Oberthür, 1887) — Hespérie de Barbarie.
- Muschampia musta Evans, 1949
- Muschampia nobilis (Staudinger, 1882).
- Muschampia nomas (Lederer, 1855).
- Muschampia plurimacula (Christoph, 1893).
- Muschampia poggei (Lederer, 1858).
- Muschampia prometheus (Grum-Grshimailo, 1890).
- Muschampia proteus (Staudinger, 1886).
- Muschampia protheon (Rambur, 1858).
- Muschampia proto Ochsenheimer, 1808 — Hespérie de l'Herbe-au-vent.
- Muschampia staudingeri (Speyer, 1879).
- Muschampia tersa Evans, 1949.
- Muschampia tessellum (Hübner, 1803) — Hespérie carroyée.